# Redadas antiterroristas de 2007 en Nueva Zelanda

Mapa de Nueva Zelanda.

Las redadas antiterroristas de 2007 en Nueva Zelanda se realizaron el 15 de octubre de ese año mediante varios allanamientos en toda Nueva Zelanda en relación con el descubrimiento de un supuesto campo de entrenamiento de paramilitares enclavado en las cadenas montañosas de Urewera cerca de la ciudad de Ruatoki en la zona oriental de la Bahía de Plenty. 
Alrededor de 300 policías, incluidos miembros de las Armed Offenders y escuadrones de lucha contra el terrorismo, estaban involucrados en los ataques en los que cuatro pistolas y 230 cartuchos de municiones fueron incautados y 17 personas detenidas, todos menos uno de ellos acusado de los delitos de armas de fuego. Según la policía las redadas fueron la culminación de más de un año de vigilancia que descubrió y supervisó los campos de entrenamiento. Se jecutaron órdenes de registro en el marco del Resumen de la Ley de procedimientos para la búsqueda de evidencias sobre posibles violaciones de la Ley de Represión contra el Terrorismo y la Ley de armas. 
El 29 de octubre la policía remite las pruebas reunidas durante las redadas al procurador general que considere si las tasas deben establecerse en virtud de la Ley de represión del terrorismo. La autorización de las actuaciones judiciales en virtud de la ley la dio el fiscal general (en la actualidad, Michael Cullen) aunque ha delegado esta responsabilidad al fiscal general, David Collins. El 8 de noviembre el fiscal general se negó a presentar cargos en virtud de la Ley de represión del terrorismo, a causa de las insuficiencias de la legislación. Según el primer ministro, Helen Clark, una de las razones por las que la policía trató de establecer cargos en virtud de la legislación contra el terrorismo se debía a que no podían utilizar pruebas de interceptación telefónica en los juicios con arreglo a la Ley de Armas.
- Datos: Q4609017